# Liste der Dunajec-Burgen
Die sogenannten Dunajec-Burgen (polnisch: Zamki nad Dunajcem) sind eine Reihe von Burgen und Wehranlagen, die sich im südlichen Teil Polens, in den Westbeskiden, am Dunajec und seinem Zufluss Poprad befinden. Die meisten dieser Burgen wurden im 14. und 15. Jahrhundert erbaut. Teilweise wurden sie vom polnischen König Kasimir dem Großen errichtet, teilweise gehörten sie polnischen Fürsten wurden während des zweiten Nordischen Krieges zerstört. Die Burgen wurden zur Sicherung der Handelsstraße vom Königreich Polen, insbesondere dessen ehemaliger Hauptstadt Krakau, ins Königreich Ungarn, insbesondere dessen ehemaliger Hauptstadt Buda, erbaut.

## Erhaltene Burgen und Burgruinen
| Name                     | Ort                     | Gebirge           | Baujahr | Zustand       | Bild |
| ------------------------ | ----------------------- | ----------------- | ------- | ------------- | ---- |
| Burg Trzewlin            | Trzewlin                | Pogórze Wiśnickie | um 1350 | Ruine         |      |
| Burg Melsztyn            | Melsztyn                | Pogórze Wiśnickie | 1347    | Ruine         |      |
| Burg Czchów              | Czchów                  | Pogórze Wiśnickie | um 1300 | Ruine         |      |
| Burg Tropsztyn           | Tropie                  | Pogórze Wiśnickie | um 1200 | Rekonstruiert |      |
| Burg Gródek nad Dunajcem | Gródek nad Dunajcem     | Rożnów-Gebirge    | um 1300 | Ruine         |      |
| Burg Rożnów              | Rożnów                  | Rożnów-Gebirge    | um 1300 | Ruine         |      |
| Burg Kurowska Góra       | Kurów                   | Rożnów-Gebirge    | um 1300 | Ruine         |      |
| Burg Nowy Sącz           | Nowy Sącz               | Sandezer Becken   | um 1300 | Ruine         |      |
| Burg Zabrzeż             | Zabrzeż                 | Inselbeskiden     | um 1300 | Ruine         |      |
| Pieninen-Burg            | Krościenko nad Dunajcem | Pieninen          | um 1200 | Ruine         |      |
| Burg Niedzica            | Niedzica                | Zipser Pieninen   | um 1310 | Rekonstruiert |      |
| Burg Czorsztyn           | Czorsztyn               | Zipser Pieninen   | um 1200 | Ruine         |      |
| Burg Szaflary            | Szaflary                | Neumarkter Becken | um 1250 | Ruine         |      |
| Burg Rytro               | Rytro                   | Sandezer Beskiden | um 1300 | Ruine         |      |
| Burg Muszyna             | Muszyna                 | Sandezer Beskiden | um 1300 | Ruine         |      |
| Lublauer Burg            | Stará Ľubovňa           | heute Slowakei    | um 1300 | Rekonstruiert |      |

## Nicht erhaltene Burgen
Burgen und Wehrtürme, die nicht bis unsere Zeit erhalten sind, befanden sich zudem in den folgenden Ortschaften am Dunajec.
- Wojnicz
- Zawada Lanckorońska
- Białawoda
- Marcinkowice
- Chełmiec
- Podegrodzie
- Naszacowice
- Maszkowice

Ein Rätsel ist die im 14. Jahrhundert erwähnte Burg Lemiesz, die nach 1288 errichtet worden sein soll. Bis heute ist es nicht gelungen, den Ort dieser Burg ausfindig zu machen. Bekannt ist nur, dass sie sich am Dunajec befunden hat.

## Nachweise
- G. Leńczyk, Katalog grodzisk i zamczysk z terenu Małopolski, Muzeum Archeologiczne w Krakowie, Kraków 1983
- J. Marszałek, Katalog grodzisk i zamczysk w Karpatach, Wydawnictwo Stanisław Kryciński, Warszawa 1993
- M. Szope, Grodziska i zamczyska województwa tarnowskiego, Muzeum Okręgowe w Tarnowie, Tarnów 1981
- J. Zaremba, Zamki i grody Sądecczyzny